# LSV Stade
Der Luftwaffensportverein Stade war ein Sportverein im deutschen Reich mit Sitz in der heutigen Kreisstadt Stade im gleichnamigen Landkreis.

## Geschichte
Die Fußball-Mannschaft stieg zur Saison 1944/45 in die Gauliga Osthannover auf, dort wiederum wurde der Verein dann in die Staffel Nord eingeordnet. Kriegsbedingt wurde die Spielzeit dann jedoch bereits nach zwei gespielten Spielen des LSV abgebrochen. Zu diesem Zeitpunkt lag die Mannschaft mit 2:2 Punkten auf dem zweiten Platz der Tabelle. Nach dem Ende des Zweiten Weltkriegs wurde der Verein dann auch aufgelöst.